# Filth and Wisdom
Filth and Wisdom (bra: Sujos e Sábios; prt: Sujidade & Sabedoria) é um filme britânico de 2008, do gênero comédia dramática, dirigido por Madonna, e estrelado por Eugene Hütz, Holly Weston, Vicky McClure e Richard E. Grant e Olegar Fedoro. Foi filmado em Londres, Inglaterra, de 14 a 29 de maio de 2007. Os locais incluíam dois clubes de strip-tease em Hammersmith e Swiss Cottage; ambos pertencentes àcadeia Secrets Clubs. Cenas adicionais foram filmadas em julho de 2007.
O filme estreou no Festival Internacional de Cinema de Berlim em 13 de fevereiro de 2008, com a participação de Madonna e dos membros do elenco Hütz, Weston e McClure. Não recebeu muitas críticas positivas. Em 17 de outubro de 2008, o filme foi lançado em versão limitada, além de ser lançado simultaneamente "On Demand" na maioria dos fornecedores de cabo. É a primeira produção cinematográfica da companhia de Madonna, Semtex Films.

## Sinopse
Descrita como uma comédia/drama/ musical/romance, a história gira em torno de um imigrante ucraniano chamado AK (Eugene Hütz) que financia seus sonhos de glória do rock ao fazer o luar como uma dominadora de trajes cruzados e suas duas colegas de apartamento: Holly (Holly Weston) , dançarina de balé que trabalha como stripper e dançarina em um clube local e Juliette (Vicky McClure), uma assistente de farmácia que sonha em ir à África para ajudar crianças famintas.
A banda Gypsy punk que aparece no filme é interpretada pela banda punk cigana da vida real, Gogol Bordello, que também contribuiu com três músicas para a trilha sonora do filme. O vocalista da banda, Hütz, interpreta o personagem principal – um personagem com uma atitude filosófica em relação à vida. Madonna permitiu que outros diálogos escritos pelo próprio Hütz fossem incluídos no filme.

## Recepção
O filme recebeu críticas negativas: o site do filme Rotten Tomatoes informou que 28% dos críticos deram críticas positivas ao filme com base em 53 críticas. O The Times afirmou: "Madonna se orgulhou" e o The Telegraph descreveu o filme como "não um primeiro esforço totalmente pouco promissor", mas continuou dizendo "Madonna faria bem em se manter no emprego diário". Peter Bradshaw, do The Guardian, escreveu: "Bem, isso tinha que acontecer. Madonna tem sido uma atriz terrível em muitos, muitos filmes e agora – ferozmente aspiracional como sempre – ela se tornou uma diretora terrível". Jonathan Romney of Screen International chamou o filme de "um projeto vaidoso de bom humor e média" e "uma comédia barata e alegre", acrescentando que "Madonna simplesmente não pode dirigir atores". Anthony Lane, do The New Yorker, garimpou o filme, dizendo que 'em termos técnicos, produções mais profissional do que isso são filmados e corte no iMovie, por crianças de dez anos, milhares de vezes por dia' e que "se os atores foram pagos de acordo com seus talentos, não podem custar mais de quarenta dólares".

## Elenco
- Ade  – DJ
- Olegar Fedoro – A.K.'s Father
- Eugene Hütz – A.K.
- Holly Weston – Holly
- Vicky McClure – Juliette
- Richard E. Grant – Professor Flynn
- Stephen Graham – Harry Beechman
- Inder Manocha – Sardeep
- Shobu Kapoor – Sardeep's wife
- Elliot Levey – Businessman
- Clare Wilkie – Chloe
- Hannah Walters – Businessman's wife

## Créditos de produção
- Diretor: Madonna
- Produtor: Nicola Doring
- Produção Executiva: Madonna
- Produtora Associada: Angela Becker
- Escrito por: Madonna e Dan Cadan
- Cinematografia: Tim Maurice-Jones
- Operador de Câmera: Peter Wignall
- Edição: Simon Hayes
- Coreografias: Stephanie Roos, Tiffany Olson
- Design de Produção: Gideon Ponte
- Diretor de Arte: Max Bellhouse
- Figurino: B
- Make-up: Sinden Dean
- Primeiro Assistente Diretor: Tony Fernandes
- Elenco por: Dan Hubbard
- Diretor de Produção:. Sue Hiller
- Agente de Produção: Gavin Milligan
- Tempo Total: 81 minutos
- Formato: 35 mm, 1:1:85 aspect ratio
- Co-Produção: HSI London